# 香港中文大學醫學院
香港中文大學醫學院（英語：Faculty of Medicine of The Chinese University of Hong Kong），成立於1981年，為香港中文大學其中一所學院，由五所分學院組成，設有多種醫療科學課程提供予本科及研究生，包括醫學、藥學、公共衛生、護理學及中醫學 。香港威爾斯親王醫院為有關學院的教學醫院及研究基地。
中文大學醫學院為香港僅有的兩所醫學院之一，也是香港僅有的兩所提供醫學和藥學課程的大學。另一所為歷史較悠久的香港大學李嘉誠醫學院。

## 歷任院長
- 1977年至1986年：蔡永業
- 1986年至1989年：李川軍
- 1989年至1992年：胡德佑
- 1992年至1996年：李國章
- 1996年至1999年：李川軍
- 1999年至2004年：鍾尚志
- 2004年至2013年：霍泰輝
- 2013年至2024年：陳家亮
- 2024年至今：趙偉仁

## 歷史

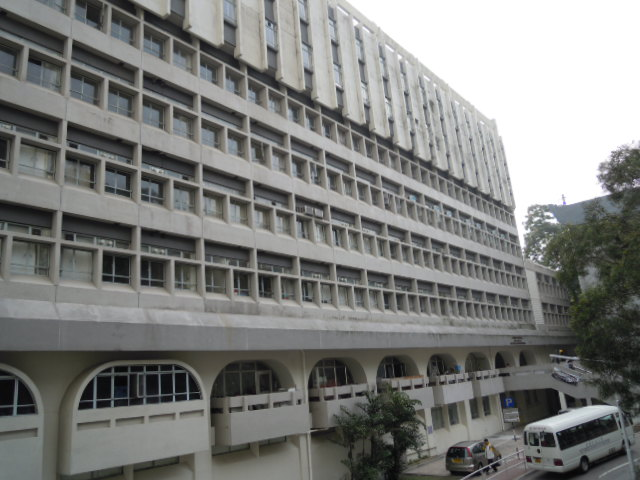
李卓敏基本醫學大樓，當時仍未安裝新版院徽

早在1968年，市政局議員兼崇基學院校董黃夢花公開建議香港中文大學成立醫學院，以解決醫生不足的問題。香港立法局在1974年通過在香港中文大學成立一所新的醫學院的提議，1980年中文大學醫學院正式成立，由蔡永業醫生為首任院長。但在籌辦過程中，當時的大學及理工教育資助委員會提出，如中大醫學院的學歷欲得到英聯邦國家承認，就須跟從香港大學醫學院的作法，招收參加香港高級程度會考的考生 (修讀五年), 但它們同時也不反對中大循香港高等程度會考招收學生, 這些學生需於理學院修讀一年先修班, 課程涵蓋物理、化學和生物三科，通過考試後才可進入醫學院習醫，這代表中大醫學院可以採用雙軌制收生。但這個建議引起中大部分師生強烈不滿, 因為這令人聯想於兩年前政府建議中大採納本科三年制的意圖再起。經校方討論, 仍決定採用雙軌制收生。醫學院在1981年完成基本建設並開始招攬首批醫科生。
起初，九龍醫院及基督教聯合醫院是其教學基地，直到1984年威爾斯親王醫院（連專用教學大樓及醫科生宿舍）成立為止。
後來，隨著不同的分學院的成立，中文大學醫學院所提供的課程也越趨多元化。其護理學院的成立分別在1991及1995年為中文大學增添了登記護士培訓課程及護理學學士課程，而有關學院也在2002年正式改名為“那打素護理學院”；除此，中文大學的藥劑學院也在1992年成立，並開始提供藥劑學學士課程；另外，中文大學更在1999年開始建設其公共衛生學院，並在2009年招攬香港首批公共衛生理學士本科生。 其後，醫學院不同的部門亦為研究生提供不同的醫學與醫療課程。

## 課程資訊
香港中文大學醫學院提供了不同的課程，它們的學制及每年的收生人數都不同。
| 課程                           | 录取人數 | 學制（年） |
| ------------------------------ | -------- | ---------- |
| 內外全科醫學士                 | 300      | 6          |
| 藥劑學學士                     | 58       | 4          |
| 公共衛生理學士                 | 30       | 4          |
| 中醫學學士                     | 23       | 6          |
| 護理學學士                     | 217      | 5          |
| 生物醫學理學士                 | 18       | 4          |
| 生物科技、創業與醫療管理理學士 | 15       | 4          |
| 老年學理學士                   | 不定     | 2          |
| 社區健康理學士                 | 不定     | 2          |

中大醫學院為香港僅有的兩所提供醫學和藥劑學學士課程的大學之一，入讀醫學及藥劑學課程的學生須具備優良的考試成績。 另外，大部份課程需要面試。
現時，每個課程的大部分的學位都是留給報考本地大學入學公開考試（香港中學文憑考試或以前的香港高級程度會考）的學生，即聯招生；而剩餘的則是給報考海外考試（如 GCE）的學生。現在在新學制（3-3-4學制或文憑試制）下，除銜接學位外，由醫學院提供的課程都是4年或以上，比舊學制（5-2-3學制或香港高考制）的多一年。
在學科成績計算上，內外全科醫學士及中醫學士課程只以「合格」、「不合格」計算成績，成績等第（A至F）只作參考；而公共衛生、藥劑學及護理學課程，則與一般課程一樣，採用GPA制度。
在課節編排及考勤方面，醫科課程容許學生加入一些與醫學科目有時間衝突的科目之餘，亦容許學生可出席最少七成課堂（不包括臨床階段）；但護理學課程的考勤則最嚴格，基本上不容許任何理由（包括病假）的缺勤。
畢業後，醫學生會獲授予 MBChB（內外全科醫學士）的學位，與港大醫學院所頒發的 MBBS 學歷相同。其他的本科生亦會獲得相對應的學位。

### 四年制医科课程
四年全日制第二學位醫學課程供持有大学学位，并具备醫科相關理科及健康科學背景的学生申请，名额为25个，预计首批学生于2025年9月开学。课程第一年为密集式临床前课程，第二至第四年则为临床训练，学生最快可用四年时间获得內外全科醫學士（MBChB）学位，再完成一年实习后可正式注册成为香港执业医生。
中大醫學院表示，首屆收生計劃競爭激烈，合计有數百人申請，最後錄取25人。獲錄取的學生均為生物醫學及健康科學等相關學位的一級榮譽畢業生，有来自牛津大學、劍橋大學、多倫多大學等海外大學，也有来自包括中大在内的香港本地大學。

## 架構

### 分學院
現在，中文大學醫學院由五所分學院組成，它們分別是：生物醫學學院、那打素護理學院、藥劑學院、賽馬會公共衛生及基層醫療學院及中醫學院。
- 生物醫學學院 （页面存档备份，存于）
- 那打素護理學院 （页面存档备份，存于）
- 藥劑學院 （页面存档备份，存于）
- 賽馬會公共衛生及基層醫療學院 （页面存档备份，存于）
- 中醫學院 （页面存档备份，存于）

### 學系部門
| - 麻醉及深切治療學系 - 病理解剖及細胞學系 - 化學病理學系 - 腫瘤學系 - 影像及介入放射學系 - 內科及藥物治療學系 - 微生物學系 | - 婦產科學系 - 眼科及視覺科學學系 - 矯形外科及創傷學系 - 耳鼻咽喉—頭頸外科學系 - 兒科學系 - 精神科學系 - 外科學系 |

註：
- 香港中文大學的中醫學院從2013年7月1日起隸屬醫學院。[11]
- 羅桂祥綜合生物醫學大樓為生物醫學院及藥劑學院共同使用的教學大樓。